# Takera Narita

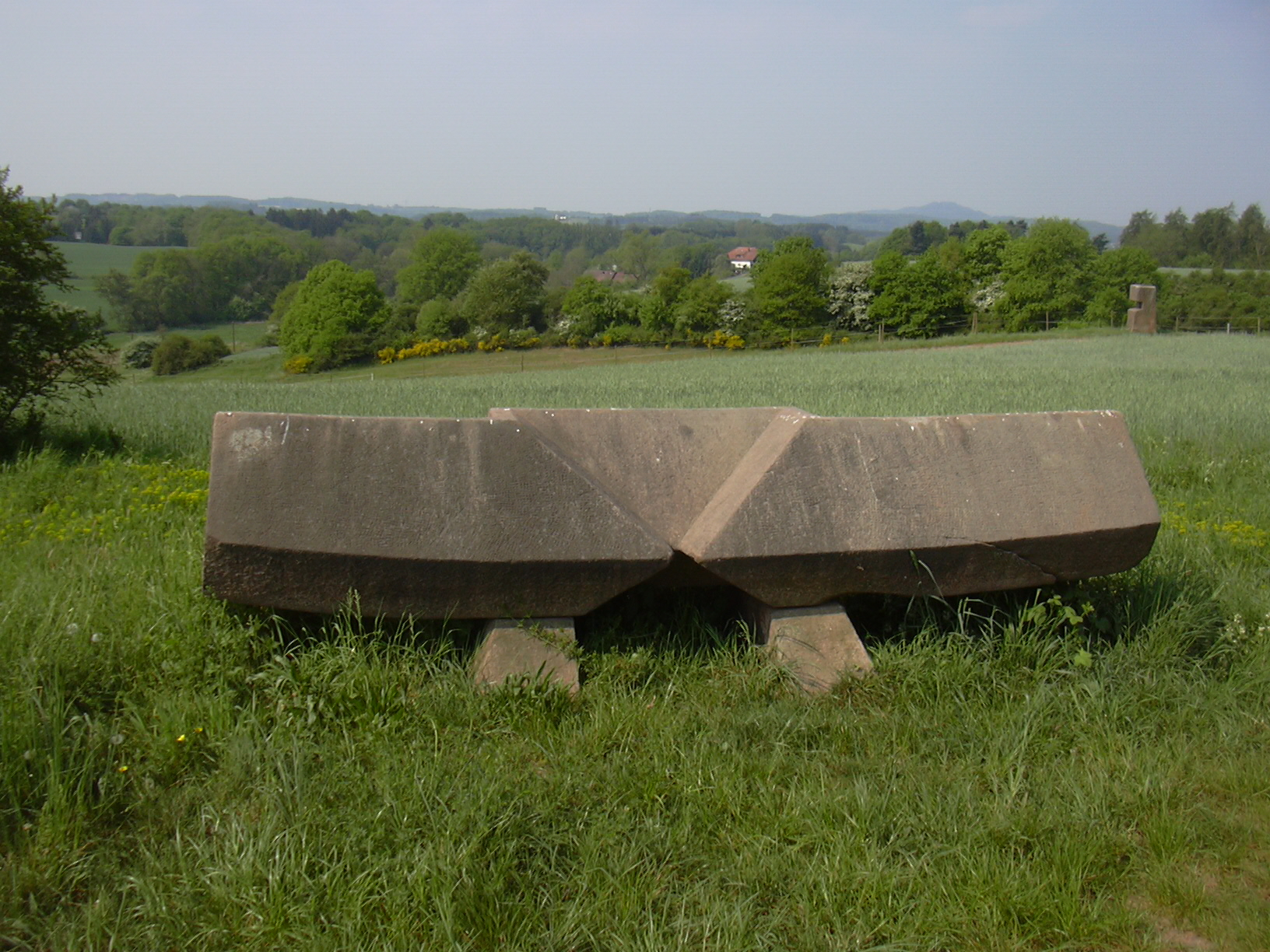
Horizontale Entfaltung, Straße der Skulpturen (St. Wendel), 1971

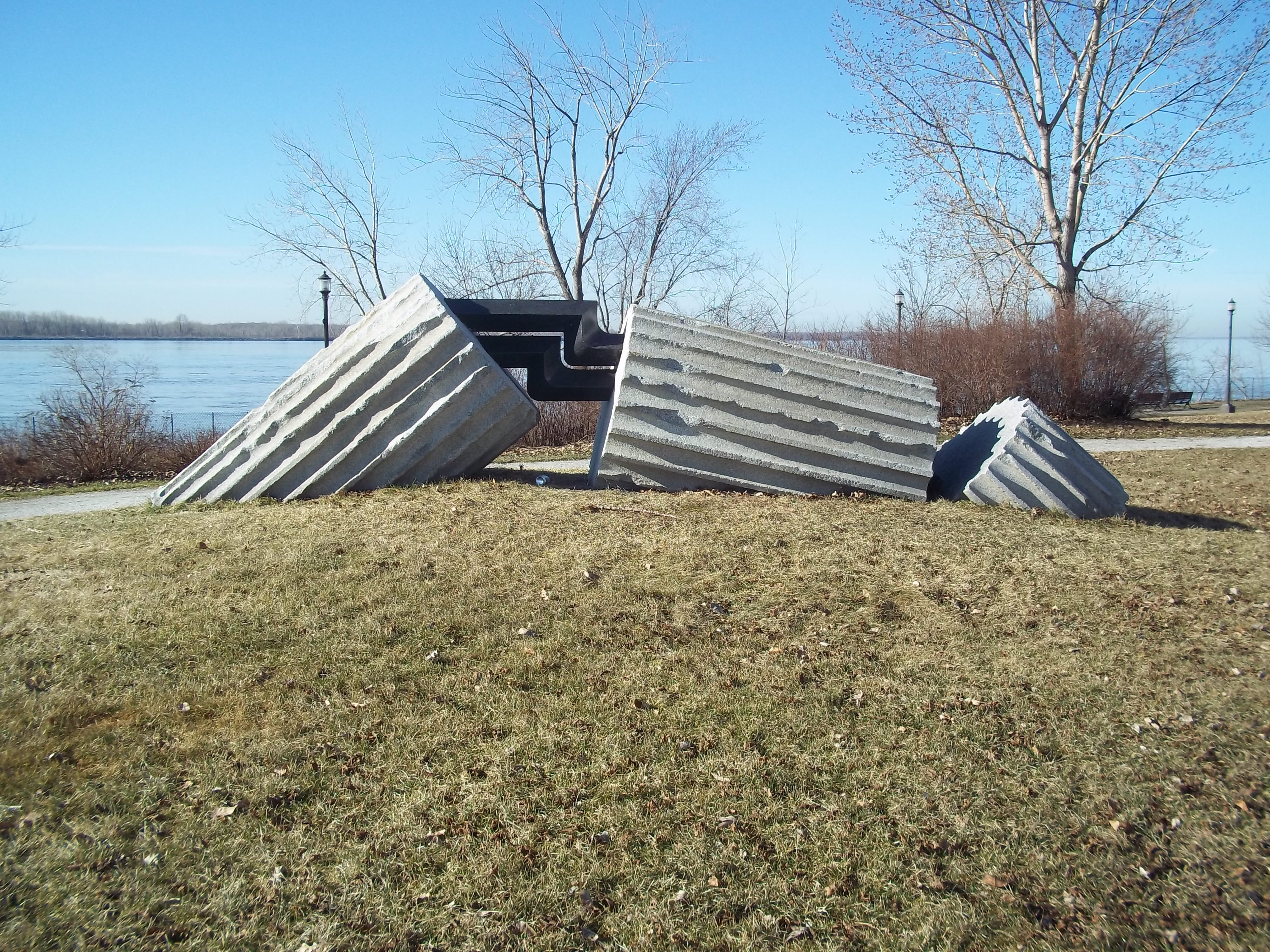
From A, in Montréal (Kanada), 1986

Takera Narita (jap. 成田　武羅, Narita Takera; * 13. Oktober 1939 in der Präfektur Tokio; † 2001 in Paris) war ein japanischer Bildhauer. Er lebte und arbeitete bis zu seinem Tode in Paris.

## Leben und Werk
Takera Narita studierte von 1966 bis 1969 an der Kunsthochschule Musashino in Tokio. Wie viele andere junge japanische Künstler ging er zu Beginn seiner Laufbahn ins Ausland. Narita ging nach Paris, wo er sein Studium an der École nationale supérieure des beaux-arts vervollständigte.
Als Steinbildhauer nahm Narita an verschiedenen Bildhauersymposien in Europa und Kanada teil, unter anderen:
- Bildhauersymposion Im Springhornhof 1967 in Neuenkirchen in der Lüneburger Heide
- 1968 Bildhauersymposion Lindabrunn in Enzesfeld-Lindabrunn (Österreich)
- 1969 Internationales Arbeitssymposion für Steinbildhauer der Stadt Soest (Deutschland)
- 1969/70 Bildhauersymposion Oggelshausen in Oggelshausen (Deutschland)
- 1971 Internationales Steinbildhauer-Symposion in Sankt Wendel (Deutschland)
- 1983 Symposium Centre internationale d’art et du paysage de Vassivière (Frankreich)
- 1986 Sculpture Symposium Montreal in Montréal (Kanada)

In den Jahren 1980 und 1981 stellte er im Salon de la Jeune Sculpture in Paris aus.

## Werke
- Ohne Titel (1969/70), Bildhauersymposion Oggelshausen
- Horizontale Entfaltung (1971), Internationales Steinbildhauer-Symposion Sankt Wendel
- Sans Titre (1983), Centre internationale d’art et du paysage de Vassivière in Beaumont-du-Lac
- From A (1986), Parc René-Levesque in Montréal